# سایشی دندانی واک‌دار
سایشی دندانی واکدار یک صامت است که در گفتار برخی از زبانهای جهان به کار می‌رود. نماد این همخوان در الفبای آوانگاری بین‌المللی ⟨ð⟩ است. برای انگلیسی‌زبانان به عنوان صدای th در father (پدر) آشناست. نماد آن در الفبای آوانگاری بین‌المللی Ð، یا ⟨ð⟩ است و از حرف انگلیسی باستان و ایسلندی eth گرفته شده‌است.